# 1069 هـ
1069 هـ هي سنة في التقويم الهجري امتدت مقابلةً في التقويم الميلادي بين سنتي 1658 و1659.

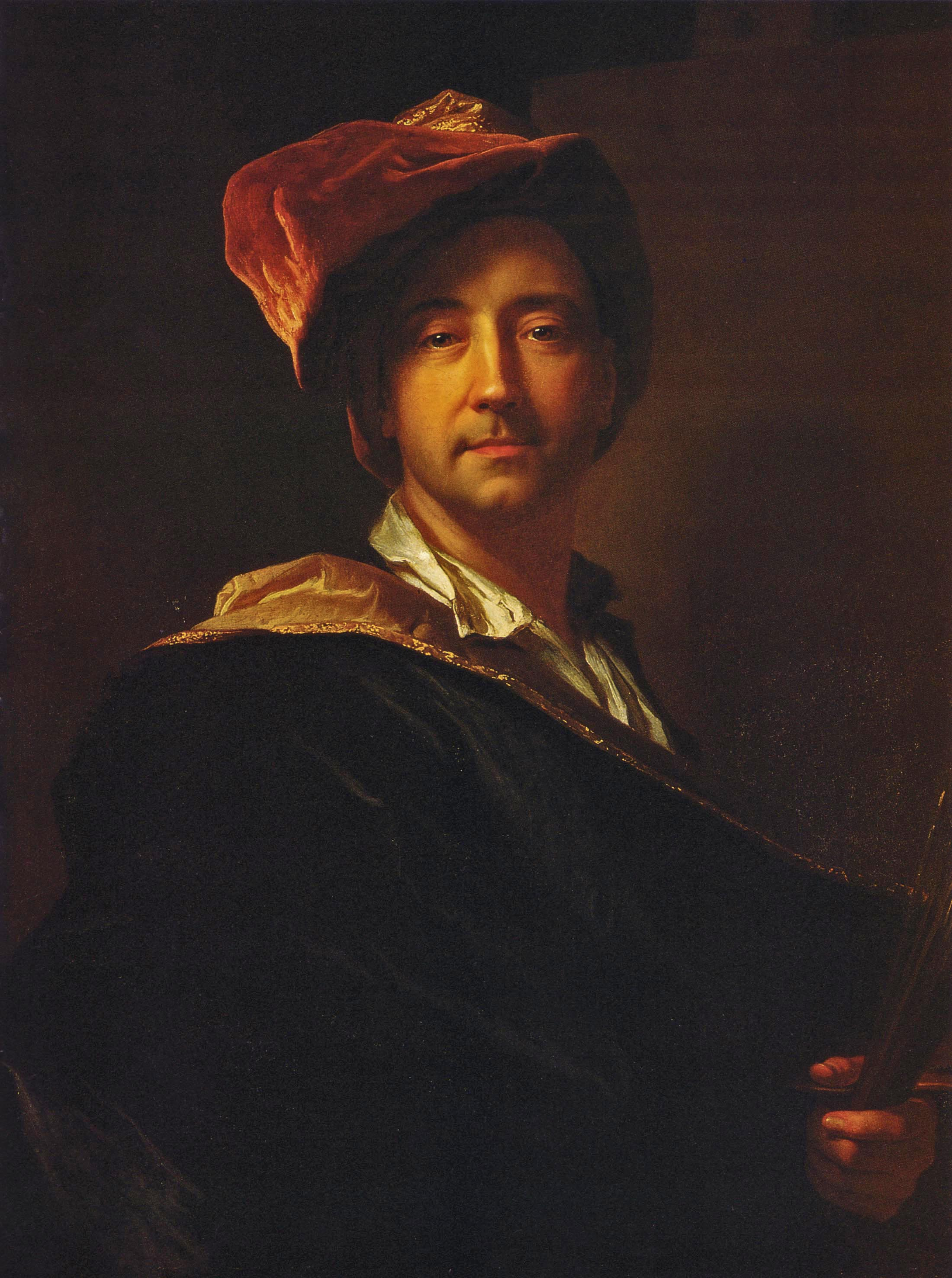
هياسنته ريجو

## مواليد
- الحبيب أحمد بن زين الحبشي باعلوي
- هياسنته ريجو

## وفيات
- الشرنبلالي
- شهاب الدين الخفاجي
- شهاب الدين القليوبي
- دارا شكوه
- أحمد العباس